# Moustafa Barghouti
Pour les articles homonymes, voir Barghouti.
Mustafa Barghouti (arabe : مصطفى البرغوثي, retranscription exacte Muṣṭafā al-Barġūṯī, aussi retranscrit Mustafa Barghouthi, Mustafa Al Barghuthi, Dr Barghuthi; né en 1954) est un homme politique palestinien.  Il a été candidat à la présidence de l'Autorité palestinienne en 2005, à laquelle il arriva deuxième après Mahmoud Abbas.

## Biographie et actions politiques
Barghouti est né à Jérusalem. Les Barghouti sont une grande famille du village de Deir Ghassaneh (dans la région de Ramallah) dont les membres comprennent également le chef emprisonné du Fatah, Marouane Barghouti, un cousin lointain de Mustafa. Mustafa Barghouti est médecin, formé dans l'ancienne URSS à l'Université Patrice-Lumumba à Moscou et Jérusalem. Il vit actuellement à Ramallah.
En 1979, Moustafa Barghouti fonde l'Union of Palestinian Medical Relief Committees, une Organisation non gouvernementale qui fournit des soins médicaux et autres services dans la Cisjordanie et la Bande de Gaza. Il en fait encore partie de cette Union en tant que Président. En 1989, Barghouti est l'un des fondateurs du Health, Development, Information and Policy Institute, un think tank représentant une alliance de 90 organisations communautaires palestiniennes.
En 1991, Moustafa Barghouti fut l'un des délégués à la conférence de Madrid, qui avait pour objectif la fin du conflit israélo-palestinien et de la première Intifada. En 1996, il se présenta avec succès comme candidat au Parlement durant les premières élections de l'Autorité palestinienne. En 2002, il quitte le Palestinian People's Party. En juin 2002, Moustafa Barghouti, Haider Abdel Shafi, Ibrahim Dakkak et Edward Said créent l'Initiative nationale palestinienne (al-Mubadara al-Wataniyya al-Filistiniyya), afin de créer une alternative réformiste globale à la fois à l'Organisation de libération de la Palestine et au groupes militants islamiques tels que le Hamas. Moustafa Barghouti est actuellement le secrétaire général de cette initiative.
Moustafa Barghouti a sans cesse critiqué l'Organisation de libération de la Palestine et l'Autorité palestinienne pour corruption et terrorisme. Il considère la résistance non-violente comme la manière la plus efficace de surmonter l'occupation israélienne. Selon un rapport de Reuters, il défend une paix avec Israël basée sur la solution des deux États, dont un État palestinien sur tout le territoire occupé par Israël durant la Guerre des Six Jours, une capitale dans Jérusalem-Est et le droit de retour pour les réfugiés. Il a indiqué que la reconnaissance du droit au retour est indispensable, mais cela peut être concrétisé de la manière qui convient aux deux parties.
En 1996, il est blessé alors qu'il assiste des victimes d'un affrontement violent entre protestataires et des soldats de Tsahal à Ramallah. Les soldats de l'IDF tirèrent dans une zone où du personnel médical étaient occupé à travailler et un éclat entra dans son épaule. Le 3 janvier 2003, il est arrêté à la suite d'une conférence de presse internationale dans Jérusalem-Est, avec pour motif d'avoir menacé la paix et d'être entré illégalement dans la ville. Durant sa détention, il est interrogé et son genou est brisé, ce qui, d'après lui, fut provoqué par un coup de crosse ; il rapporta avoir également été blessé à la tête. Il fut libéré plusieurs jours plus tard.
Moustafa Barghouti est candidat aux élections à la présidence de l'Autorité Palestinienne, afin de remplacer le défunt Yasser Arafat. À l'annonce de sa candidature, Barghouti déclare, « J'exigerai une réforme totale et complète, je combattrai toute forme de corruption, de mauvaise gestion, et je renforcerai le respect de la loi. » Il est arrêté par les forces israéliennes durant la campagne électorale et ensuite exclu de Jérusalem-Est où il devait tenir un discours électoral. Il est également interdit d'entrée à Naplouse et Gaza. Moustafa Barghouti finit deuxième aux élections, remportant 19,8 % des voix.
En décembre 2005, la liste Palestine indépendante, une coalition d'indépendants et de membres d'ONG pour les élections législatives de janvier 2006, annonça Moustafa Barghouti comme premier candidat. La liste promit de combattre la corruption et le népotisme, d'exiger le démantèlement de qui est appelé le "mur d'apartheid", et de fournir une "troisième voie" réellement démocratique et indépendante pour la large majorité des électeurs palestiniens silencieux et non représentés, qui ne favorise ni l'autocratie et la corruption du parti au pouvoir, le Fatah, ni le fondamentalisme du Hamas.
Moustafa Barghouti est détenu le mardi 3 janvier 2006 alors qu'il faisait campagne dans le quartier arabe de Jérusalem-Est et il est emmené au poste de police local pour être interrogé.
Moustafa Barghouti obtient à nouveau un siège au Conseil législatif palestinien en janvier 2006, avec d'autres membres de la Liste Indépendante de Palestine, après que Palestine Indépendante remporta environ 2,7 % des votes aux élections du Conseil.  Il fut Ministre de l'information dans l'éphémère Palestinian unity government de mars à juin 2007.
Le 15 novembre 2010, il est décoré de la Légion d'honneur par Bernard Kouchner, au dernier jour du mandat de celui-ci au Quai d'Orsay.

## Famille
Moustafa Barghouthi est marié à Rita Giacaman, professeur de santé publique à l'université Birzeit. Ils ont une fille, nommée Dia.